# 郭松年
郭松年（？—？），中华人民共和国政治人物，曾任中共青岛市委书记，青岛市人民政府市长，山东省人大常委会副主任，第七届全国人大代表。